# Plasticosis
Plasticosis es un conjunto de patologías que afectan a diferentes órganos y sistemas en los seres vivos como consecuencia de la exposición a macro, micro y nano plásticos. Los órganos más afectados son el cerebro, corazón, pulmón e instestino, así como los sistemas endocrino, reproductivo e inmunológico, en múltiples ejemplares de la fauna acuática y terrestre, y muy especialmente, de los seres humanos. En la medida que se diseñen nuevos estudios e incremente el interés de la comunidad científica, se considera que se conocerán efectos en otras especies, órganos y sistemas.  

### Patogénesis
Las partículas plásticas inducen estrés oxidativo, inhiben la actividad de Acetil Colinesterasa, alteran los niveles de neurotransmisores y cambian el comportamiento en varias especies. Estos efectos se correlacionan con trastornos del neurodesarrollo y/o efectos neurodegenerativos, tal y como ocurre en el caso de las nanopartículas metálicas.
En el sistema cardiovascular, están asociados con anginas de pecho, arritmias, hipertensión, infartos, edema pericárdico, fibrosis miocárdica y daño endotelial.
El análisis histopatológico del tejido pulmonar ha revelado lesiones pulmonares, incluida la infiltración de células inflamatorias en el espacio perivascular/parenquimatoso, hiperplasia epitelial alveolar y agregados de macrófagos espumosos, en presencia de micro y nanoṕlásticos.
El Bisfenol A (BPA) es un monómero ampliamente utilizado en la industria del plástico que ha sido descrito como una sustancia con un gran potencial de disrupción endocrina. Su exposición se ha asociado con un aumento en la actividad estrogénica incluso a concentraciones muy bajas. También se ha descrito la unión de BPA a receptores de andrógenos, lo que impide que la transcripción genética dependiente de estos andrógenos, lo que se asocia con problemas fisiopatológicos en la próstata. En cuanto a las hormonas tiroideas, su exposición se asocia con una estimulación de la hormona TSH en los varones recién nacidos y un decrecimiento en la producción de T4 en las mujeres embarazadas. Además, se ha descrito un efecto del BPA sobre la actividad pancreática que, como consecuencia, inhibe la producción de insulina. Esto sugiere una potencial relación con un aumento en el riesgo de desarrollar diabetes. Mediado por el efecto de la disrupción endocrina derivada de la exposición de BPA asociado a plásticos, se han descrito altas incidencias de cáncer de útero, ovario, próstata y cáncer testicular. La evidencia más sólida se encuentra en su afección sobre el sistema reproductivo femenino, concretamente una disfunción en los ovarios, relacionada con la alteración del proceso de meiosis y baja calidad de los oocitos. La exposición a BPA durante el periodo gestacional afecta al desarrollo neurológico de los fetos y se asocia a problemas de conducta en neonatos y población infantil.
Los micro y nanoplásticos pueden causar una reducción significativa de la viabilidad de las células intestinales, debido a la alta producción de Especies Reactivas de Oxígeno (ROS) a una concentración de 800 μg/mL o mayor; estos datos han sido confirmados por el ensayo Cytokinesis-Block Micronucleus cytome (CBMN cyt), con formación de Micronúcleos (MN) como de Brotes Nucleares (NBUDs) como biomarcador de genotoxicidad.

### Nano y microplásticos en el lugar de trabajo
Un tema crítico desde la perspectiva de la salud ocupacional es cómo los trabajadores pueden estar expuestos a partículas nanoplásticas y microplásticas (NMPP). Debido a que los NMPP se transportan por el aire, la principal vía de exposición en el lugar de trabajo es por inhalación.
En el lugar de trabajo, existe la posibilidad de exposición por inhalación a nanoplásticos y microplásticos generados a través de mecanismos de arriba hacia abajo y de abajo hacia arriba. 
En el mecanismo de arriba hacia abajo, los NMPP pueden emitirse durante la degradación mecánica y ambiental de los productos plásticos, lo que puede dar lugar a exposiciones potenciales a nano y microplásticos entre los trabajadores en las operaciones de gestión y reciclaje de residuos. 
La degradación de las alfombras y otros productos de fibra sintética puede producir fibras suspendidas en el aire que se consideran NMPP con potencial de exposición entre los trabajadores de oficina/teletrabajadores y el personal de limpieza. Otro ejemplo de un proceso en el lugar de trabajo que puede conducir a la exposición de los trabajadores es el mecanizado de productos de polímeros y plásticos que generan polvo. 
En el mecanismo de abajo hacia arriba, los NMPP pueden emitirse durante procesos de alta energía o calor (como el corte por láser o la perforación de alta velocidad), el tratamiento de compuestos poliméricos y durante la impresión 3D a partir de la fusión o fusión de plásticos. Los trabajadores de las instalaciones que albergan procesadores e impresores de plástico podrían estar expuestos a partículas de nano y microplásticos en el aire.
La toxicidad de los NMPP inhalados no está bien caracterizada en parte debido a la complejidad de sus composiciones químicas y distribuciones de tamaño y forma, y su asociación común con otros peligros químicos que producen exposiciones mixtas. Por ejemplo, la inhalación de productos de degradación térmica del politetrafluoroetileno puede provocar la “fiebre de los vapores de polímeros” y, en casos extremos, un edema pulmonar agudo mortal. Estos efectos adversos para la salud se asociaron con la presencia de partículas a nanoescala compuestas de productos de descomposición, incluidos polímeros, en los humos, que pueden penetrar profundamente en los pulmones y acceder al intersticio pulmonar. Si bien las partículas nanoplásticas prístinas son relativamente inertes, cuando se inhalan pueden provocar una respuesta inflamatoria.
Actualmente no existen límites de exposición ocupacional para nano y microplásticos. En ausencia de límites de exposición ocupacional para nanoplásticos y microplásticos, los esfuerzos de seguridad en el lugar de trabajo deben centrarse en minimizar la exposición potencial a través de controles de ingeniería apropiados, como gabinetes de aislamiento, ventilación por extracción y la utilización de buenas prácticas de higiene industrial.

### Enfermedad Aviar
La plasticosis se identificó por primera vez en pardelas negruzcas en la isla Lord Howe en Australia. Investigaciones anteriores en esta población encontraron que alrededor del 90% de los polluelos a los que se les realizó la necropsia habían ingerido plásticos; se cree que  la ingestión de plástico tiene un efecto negativo en el crecimiento y supervivencia de los polluelos.
La plasticosis es un tipo de cicatrización fibrótica provocada por la inflamación del tracto digestivo en las aves marinas debido a la ingesta de pequeños pedazos cortopunzantes de plástico. En poco tiempo, el concepto ha alcanzado una concepción más amplia, al demostrarse la afectación de muchas otras especies, incluyendo a los humanos.
En 2023, en un estudio realizado por Hayley Charlton-Howard, Jack Rivers-Auty, Jennifer Lavers y Alex Bond se encontró que la contaminación por plástico causaba enfermedades en las aves marinas. El término plasticosis se utilizó para nombrar al primer registro de fibrosis causada por plástico en fauna salvaje. “Además, la ingesta de plástico tiene graves consecuencias de gran alcance, muchas de las cuales apenas estamos comenzando a documentar y comprender por completo”.

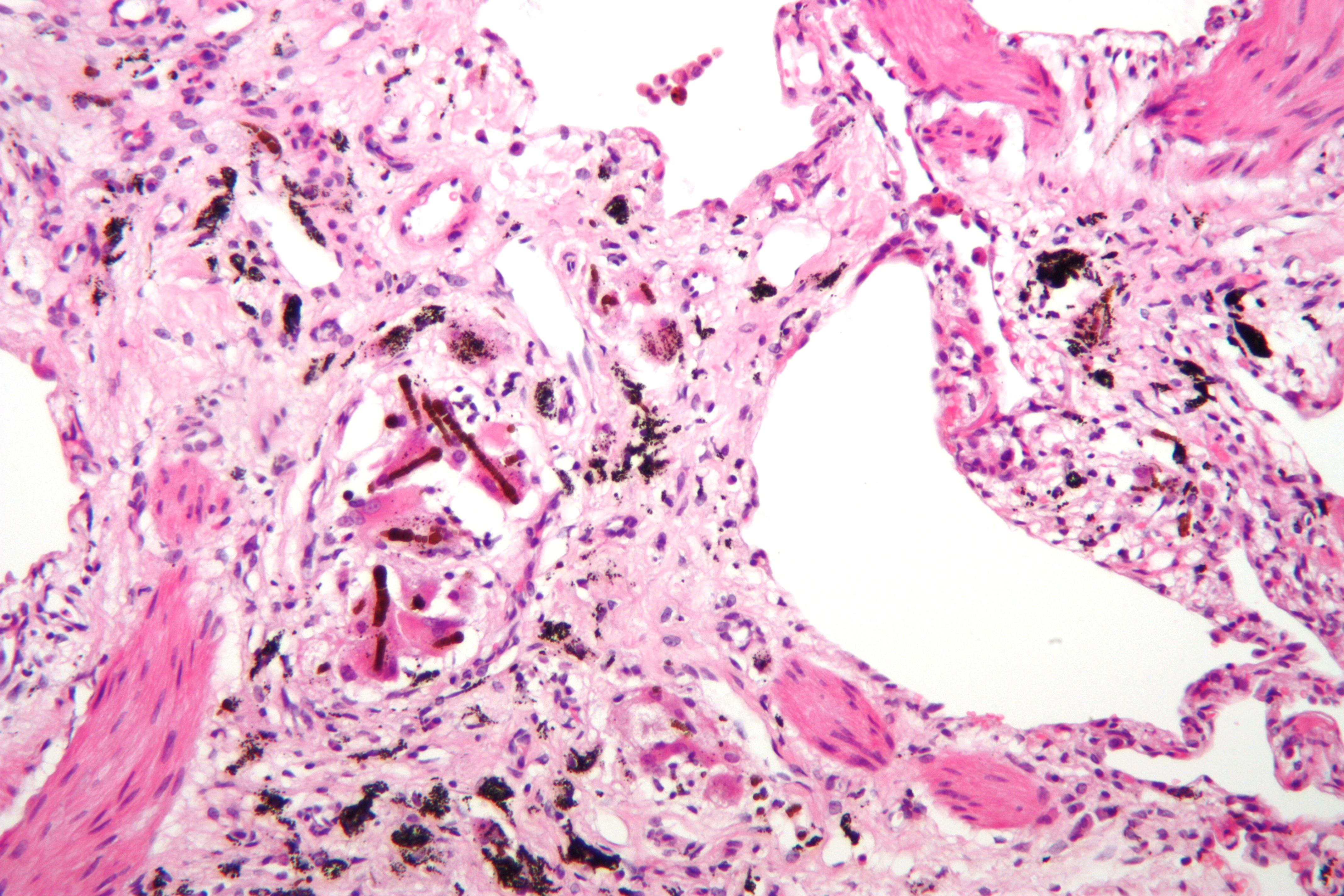
Ejemplo de fibrosis

De acuerdo a este estudio, el plástico es el único causante de esta enfermedad.
La plasticosis implica un tipo de cicatrización patológica de heridas en la que el tejido parenquimal es sustituido de manera excesiva por tejido conjuntivo, esto lleva a una remodelación considerable del tejido y a la formación de tejido cicatricial, la ingestión continua de plásticos deforma el tracto digestivo de las aves provocando inflamación crónica y lesiones continuas que provocarán fibrosis ya que los fibroblastos producirán una acumulación accidental excesiva de colágeno y otros componentes de la matriz celular, lo que conduce a la formación de una cicatriz fibrótica irreversible.
También se han encontrado microplásticos incrustados en los tejidos de esta especie, provocando inflamación y daño tisular, así como pérdida de glándulas tubulares y rugosidades. En estudios de laboratorio recientes se había demostrado la fibrosis inducida por plástico, en órganos como el corazón, el hígado, los ovarios y el útero.
Se ha asociado la plasticosis con una mayor prevalencia de colágeno en la submucosa y glándulas tubulares y en la formación de tejido cicatricial en todo el órgano, lo que produce daño tisular, una reorganización extensa y potencialmente la pérdida de la función tisular. Las glándulas tubulares producen fluidos cruciales para la digestión y la absorción de nutrientes y mucosidad para protger el epitelio, la plasticosis puede alterar la capacidad de prevenir infecciones y lesiones en el estómago de las aves y disminuir la función estomacal.
La ingesta de plástico conduce a la pérdida de rugosidad y una excesiva formación de tejido cicatricial en las paredes del estómago, también disminuyen la capacidad del estómago para expandirse, reduciendo potencialmente la capacidad y función del estómago. Dado que el plástico actúa como un irritante persistente que conduce a la fibrosis, se ha concluido que la plasticosis es una fibrosis específica como la silicosis y la asbestosis.